# Bad Hersfeld
Bad Hersfeld é um município da Alemanha, situado no distrito de Hersfeld-Rotemburgo, no estado de Hesse. Tem 73,82 km² de área, e sua população em 2019 foi estimada em 29.944 habitantes.